# 6625型鱼雷艇
6625型鱼雷艇（北約代號：湖川）是中国人民解放军海军装备的铝质水翼鱼雷快艇；1963年服役之后进行了多次修改，有6625、026、R704等型号，曾出口阿尔巴尼亚、巴基斯坦、罗马尼亚和坦桑尼亚等国，现已退役。

## 历史
6625型铝质单水翼鱼雷快艇是根据原苏联转让的水翼快艇-184型鱼雷艇（北约称P-8型)的设计与图纸建造的鱼雷艇。
1962年沪东造船厂开制，但因缺乏大功率柴油机，只得修改设计先制滑行艇，后造水翼艇。1963年制成滑行艇，1964年制成水翼艇。
1966年2月，芜湖造船厂首艇正式投料开工，1967年3月下水，1968年9月19日，交付。后续艇转让上海沪东造船厂继续生产。这种收放式水翼艇既保持了苏联原型艇速度快，隐蔽性好，可铁路运输的优点，又解决了固定式水翼使用不便的问题。
1970年代后求新造船厂又将艇体改为钢质结构，也生产出滑行和水翼两种型号，代号026型。七十年代中期后，这种被外界称为湖川级的鱼雷快艇开始量产，前后共建造了220多艘，其中出口了约50艘。